# 91:an och generalernas fnatt
91:an och generalernas fnatt är en svensk komedifilm från 1977 i regi av Ove Kant. I huvudrollerna ses Staffan Götestam, Bonzo Jonsson och Marienette Dahlin. 

## Handling
Filmen handlar om 91:ans upplevelser inom det militära. När 91:an p.g.a. ett misstag av en dator blir utnämnd till general, inbillar han en utländsk militärattaché att det svenska försvaret har ett nytt vapen som förvandlar manliga soldater till kvinnor. 

## Mottagande
Filmen fick negativa recensioner.
| ”                              | Som 30-talistiskt folklustspel tillhör den här filmen inte det kära struntet, men det uthärdliga. Den är platt, men räcker inte till ett nytt protestmöte i Konserthuset. Den är självparodisk, men rolig bara när Sten Ardenstam och Gösta Krantz får sina apoplektiska anfall. Den uppvisar ingen regi, men en potatisregissör som heter Ove Kant, ej att förväxla med Immanuel. Hans estetik går så vitt jag förstår ut på att den ena bilden ska följas av den andra. Och det gör den ju. | „ |
| – Jurgen Schildt i Aftonbladet | |   |

| ”                                   | På China är det nämligen en väldigt lång film som visas, valhänt konstruerad kring dåliga gags, diverse gångbara fördomar och ett, säger ett hyggligt skämt - och det är stulet från Göteborg. Miljön är en förvirrad blandning av 30-tal och 70-tal och skådespelarna gör möjligen sitt bästa av repliker som verkar hopsatta fem minuter före reveljen. Blir inte svensk buskis av i dag lustigare än så här klarar vi oss med gamle Åsa-Nisse. | „ |
| – Hans Schiller i Svenska Dagbladet | |   |

## Om filmen
Filmen premiärvisades 25 november 1977 på biograf China i Stockholm. Den spelades in vid Svea ingenjörregementes (Ing 1) kasernetablissement i Frösunda av Kalle Bergholm. Som förlaga har man den av Rudolf Petersson skapade tecknade serien 91:an Karlsson som publicerades första gången i tidningen Allt för Alla.
Detta var även den första och hittills enda 91:an-filmen som filmades helt i färg. I filmen medverkar Västerås Flickgarde under ledning av Hilding Ahrbom. Den har visats vid ett flertal tillfällen på TV3 och TV4.

## Rollista
- Staffan Götestam – 91:an
- Christer "Bonzo" Jonsson – 87:an
- Marienette Dahlin – Elvira
- Hans Lindgren – utländsk general
- Gösta Prüzelius – överste Gyllenskalp, regementschef
- Sten Ardenstam – Morgonkröök, major
- Carl Billquist – Revär, furir
- Gösta Krantz – Berån, kapten
- Per Ragnar – von Fikonstråle, fänrik
- Isabella Kaliff – Inger
- Jarl Borssén – byrådirektör Svassing
- Carl-Axel Elfving – förrådsförvaltare
- Gunnel Wadner – Nilsson, kapten
- Ernst-G Bratt – Sabelbalja, överstelöjtnant
- Börje Nyberg – regementsläkare
- Christina Lindberg – sjuksköterska
- Thore Segelström – utländsk adjutant
- Tage Severin – Bourdong, löjtnant
- Ingvar Andersson – skåning
- Per Gavelius  – V.P.K:aren
- Jan Kreigsman - Charmören
- Bo Sehlberg - Svetsare Olsson
- Ramon Sylvan - Atleten
- Lars Lundgren - Hembrännaren
- Kent-Arne Dahlgren - Norrland
- Ola Thörngren - Frisedeln
- Lillemor Ohlson - fröken Larsson
- Pelle Walin - taxichauffören
- Marrit Ohlsson - änkenåden
- Sture Hovstadius - sjåaren
- Per-Axel Arosenius - stinsen
- Lennart Norbäck - systembiträdet
- Krister Hagéus - tågkonduktören
- Ragnar Fredriksson - piloten

## Musik i filmen
- Jernbanegaloppen, kompositör Hans Christian Lumbye
- Marcia Carolus Rex, musikuppteckning Wilhelm Harteveld
- Nobelfanfar, kompositör Wilhelm Stenhammar
- La donna è mobile, kompositör Giuseppe Verdi, text Francesco Maria Piave
- Internationalen, kompositör Pierre Degeyter, text Eugène Pottier, svensk text Henrik Menander
- When the Saints Go Marching In, amerikansk folkmelodi

## DVD
Filmen gavs ut på DVD 2018.